# A Korean Odyssey
A Korean Odyssey (화유기?, Hwa-yugiLR) è una serie televisiva sudcoreana trasmessa su tvN dal 23 dicembre 2017 al 4 marzo 2018, liberamente tratto dal classico della letteratura Il viaggio in Occidente di Wú Chéng'ēn.

## Trama
Una bambina (la giovane Jin Seon-mi) libera Son Oh-gong, il re scimmia, dalla prigionia che gli aveva destinato il Cielo, e viene legata al Fato di Samjang, che dovrà salvare il Mondo da un Male che verrà evocato. Quando lei è adulta, allo stesso Fato viene legato Son Oh-gong, complice un contratto che Ma Wang sigla con Jin Seon-mi e un braccialetto fatato che verrà posto al polso di Son Oh-gong.

## Personaggi
- Son Oh-gong, interpretato da Lee Seung-gi
- Woo Hwi-chul/Woo Ma-wang, interpretato da Cha Seung-won
- Jin Seon-mi/Sam-jang, interpretata da Oh Yeon-seo e Kal So-won (da bambina)
- P.K/Jeo Pal-gye, interpretato da Lee Hong-ki
- Yoon Dae-sik/Sa Oh-jeong, interpretato da Jang Gwang
- Jung Se-ra/Jin Bu-ja/Richie/Ah Sa-nyeo, interpretata da Lee Se-young
- Ma Ji-young, interpretata da Lee El
- Kang Dae-sung, interpretato da Song Jong-ho
- Lee Han-joo, interpretato da Kim Sung-oh
- Generale Frost e Fata Ha, interpretati da Sung Hyuk
- Soo Bo-ri, interpretato da Sung Ji-ru
- Alice/Ok-ryong, interpretata da Yoon Bo-ra
- Hong Hae-ah, interpretato da Jung Jae-won
- Venditrice ambulante, interpretata da Im Ye-jin

## Produzione
Il ruolo di Son Oh-gong era stato inizialmente offerto a Park Bo-gum, che però rifiutò. Il 27 dicembre fu aggiunto un secondo regista alla serie, Kim Jung-hyun, mentre un terzo regista, Kim Byung-soo, il 5 gennaio 2018.
Il 24 dicembre, la messa in onda del secondo episodio fu ripetutamente interrotta da lunghe pause pubblicitarie durante le quali tvN informò che "problemi interni hanno ritardato la trasmissione"; l'episodio fu infine cancellato e ritrasmesso il giorno seguente. La rete estese le proprie scuse, spiegando che si era verificato un ritardo nell'inserimento della CG. Gli episodi 3 e 4, originariamente previsti per il 30 e il 31 dicembre, vennero rimandati di una settimana per dare tempo allo staff di lavorare sulla CG e per valutare il processo di realizzazione dello show.

## Ascolti
Il primo episodio di A Korean Odyssey fu il programma più guardato nella sua fascia oraria, considerando sia i canali a pagamento che quelli gratuiti. Inoltre la serie infranse il record di ascolti per un primo episodio nella fascia 20-49 anni su tvN.
| Episodio | Data di trasmissione | Dati AGB            | Dati AGB                   | Dati TNMS |
| Episodio | Data di trasmissione | A livello nazionale | Area metropolitana di Seul | Dati TNMS |
| -------- | -------------------- | ------------------- | -------------------------- | --------- |
| 1        | 23 dicembre 2017     | 5,290%              | 5,933%                     | 4,9%      |
| 2        | 24 dicembre 2017     | 4,849%              | 5,292%                     | 5,4%      |
| 2        | 25 dicembre 2017     | 5,623%              | 6,659%                     | 6,2%      |
| 3        | 6 gennaio 2018       | 5,614%              | 6,125%                     | 7,1%      |
| 4        | 7 gennaio 2018       | 6,060%              | 6,439%                     | 7,0%      |
| 5        | 13 gennaio 2018      | 6,102%              | 6,473%                     | 6,2%      |
| 6        | 14 gennaio 2018      | 6,942%              | 7,749%                     | 7,2%      |
| 7        | 20 gennaio 2018      | 5,131%              | 5,044%                     | 6,1%      |
| 8        | 21 gennaio 2018      | 5,822%              | 5,949%                     | 6,4%      |
| 9        | 27 gennaio 2018      | 5,054%              | 5,539%                     | 5,8%      |
| 10       | 28 gennaio 2018      | 6,271%              | 6,987%                     | 6,6%      |
| 11       | 3 febbraio 2018      | 5,705%              | 5,702%                     | 6,5%      |
| 12       | 4 febbraio 2018      | 5,605%              | 6,122%                     | 6,1%      |
| 13       | 10 febbraio 2018     | 4,397%              | 4,365%                     | 5,0%      |
| 14       | 11 febbraio 2018     | 5,517%              | 5,810%                     | 6,2%      |
| 15       | 17 febbraio 2018     | 3,586%              | 3,516%                     | 4,5%      |
| 16       | 18 febbraio 2018     | 4,250%              | 4,565%                     | 4,6%      |
| 17       | 24 febbraio 2018     | 3,821%              | 3,819%                     | 5,0%      |
| 18       | 25 febbraio 2018     | 5,472%              | 5,708%                     | 6,2%      |
| 19       | 3 marzo 2018         | 5,945%              | 6,205%                     | 6,8%      |
| 20       | 4 marzo 2018         | 6,881%              | 6,924%                     | 7,4%      |
| Media    | Media                | 5,415%              | 5,713%                     | 6,1%      |

## Colonna sonora
1. Let Me Out – NU'EST W
2. When I Saw You – Bumkey
3. I'll Be By Your Side (네 옆에 있을게) – MeloMance
4. I'll Be Fine (뒷모습) – Suran
5. If You Were Me (니가 나라면) – AOA (Jimin, Yuna) ft. Yoo Hwe-seung (N.Flying)
6. If We Were Destined (운명이라면) – Ben
7. Like A Miracle (Someday) (그 언젠가 기적처럼) – Hwang Chi-yeul
8. Always You – leeSA
9. Believe – Mackelli
10. Justify (Opening Title)
11. Fara Effect
12. Fire
13. Mawang Tension
14. Ghost Scene